# Benderfeld

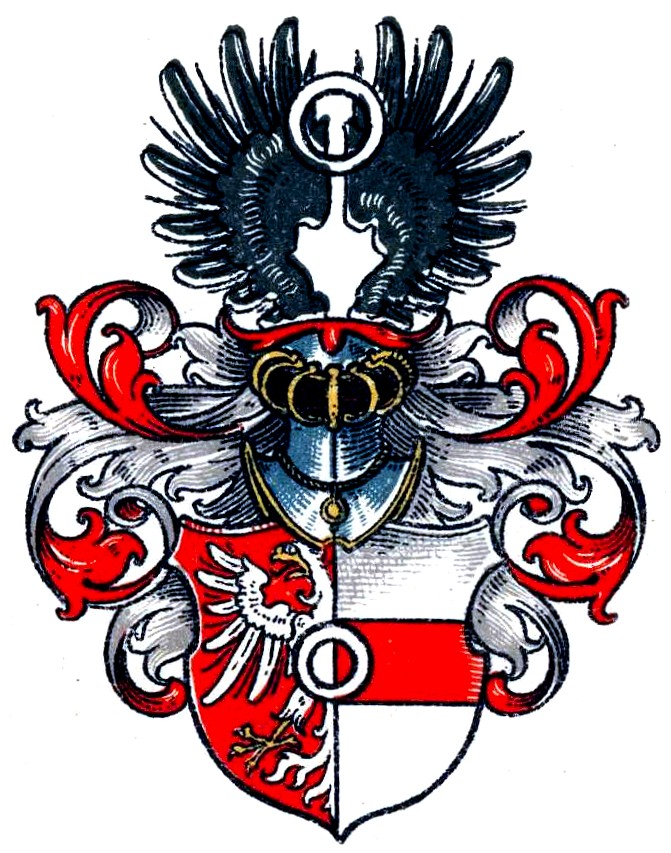
Wappen derer von Benderfeld

Die Herren von Benderfeld waren ein westfälisches Adelsgeschlecht.

## Geschichte
Das Geschlecht war dänischer Abstammung und zuletzt in Westfalen begütert. Ein Karl von Benderfeld war seit 1745 Fähnrich. Franz von Benderfeld, 1776 als Hauptmann in Meppen verabschiedet, war von 1782 bis 1795 Kommandant von Clemenswerth in der Nähe des emsländischen Sögel. 1802 wurde er zu Vechte als Capitaine verabschiedet.
Das Geschlecht war 1808 erloschen.

## Wappen
Im gespaltenen Schild rechts in Rot ein an die Teilungslinie gelegter silberner halber Adler, links in Silber ein roter Balken. In der Mitte des Schilds über alles hin ein silberner Ring. Auf dem Helm ein offener schwarzer Flug, dazwischen der Ring. Die Helmdecken sind rot-silber.